# Штадлер, Сильвестр
Сильвестр Штадлер (нем. Sylvester Stadler; 30 декабря 1910, Фонсдорф, Штирия, Австро-Венгрия — 23 августа 1995, Кёнигсбрунн, Бавария, Германия) — немецкий офицер войск СС, бригадефюрер СС и генерал-майор войск СС, кавалер Рыцарского креста Железного креста с Дубовыми листьями.

## Начало карьеры
Участвовал в нацистском движении в Австрии, задолго до аншлюса вступил в СС (билет № 139 495; в НСДАП никогда не состоял). Летом 1933 года Штадлер эмигрировал из Австрии в Германию, 1 октября 1934 года поступил в Лейбштандарт СС «Адольф Гитлер» и зачислен в его 2-й штурмбанн. В 1935—1936 годах обучался в офицерской школе СС в Бад-Тёльце. 20 апреля 1936 года произведён в унтерштурмфюреры СС.
Командовал взводом в штандарте СС «Дойчланд». С 30 июня 1939 года — гауптштурмфюрер СС, командир роты связи в частях усиления СС (нем. SS-Verfügungstruppe, SS-VT).

## Вторая мировая война
В составе штандарта СС «Дойчланд» участвовал в польской кампании (получил Железный крест 2-го класса), затем в 1940 переведён в штандарт СС «Фюрер» командиром роты, с которой принял участие во французской кампании (Железный крест 1-го класса), и в первых боях на советско-германском фронте. Тяжело ранен осенью 1941 года.
В начале 1942 откомандирован в юнкерское училище СС в Бад-Тёльце в качестве инструктора. С марта 1942 года — командир 2-го батальона моторизованного полка СС «Фюрер», 21 апреля 1942 года награждён Немецким крестом в золоте, с августа 1942 года — штурмбаннфюрер СС.
За бои в районе Харькова 6 апреля 1943 года награждён Рыцарским крестом Железного креста. 20 апреля 1943 года ему было присвоено звание оберштурмбаннфюрера СС. В июне 1943 Штадлер был назначен командиром моторизованного полка СС «Фюрер» в составе моторизованной дивизии СС «Дас Райх».
Отличился в боевых действиях на Курской дуге (в том числе — в сражении под Прохоровкой), затем — в боях на реке Миус. 16 сентября 1943 года награждён Дубовыми листьями (№ 303) к Рыцарскому кресту Железного креста.
В начале 1944 года вместе с дивизией «Дас Райх» переведен во Францию, где 10 июня 1944 его подчинённые (во главе с Адольфом Дикманом), без его ведома, совершили массовое убийство в Орадур-сюр-Глан. Штадлер, получив известие об этой акции, немедленно потребовал предания Дикмана полевому суду, однако тот вскоре погиб, и дело замяли. В июле 1944 года штандартенфюрер CC Штадлер назначен командиром 9-й танковой дивизии СС «Хоэнштауфен» в Нормандии.
Вместе с дивизией СС «Фрундсберг» Хайнца Хармеля участвовал в боях у Кана и, по официальным сообщениям, в июле 1944 уничтожил 140 танков противника. 29 июля 1944 года Штадлер тяжело ранен осколком снаряда, 1 августа 1944 года произведён в звание оберфюрер CC. В госпитале до октября 1944 года, затем — бои в Арденнах.
В феврале 1945 года 9-я танковая дивизия СС была переброшена в Венгрию. 20 апреля 1945 года Штадлер произведён в звание бригадефюрер СС и генерал-майор войск СС. 6 мая 1945 года командующий 6-й танковой армией СС оберстгруппенфюрер Дитрих наградил Штадлера мечами (№ 152) к Рыцарскому кресту Железного креста с Дубовыми листьями. Штадлер отвёл дивизию СС «Хоэнштауфен» в Австрию, где сдался 8 мая 1945 года британским войскам.

## Звания
- Роттенфюрер СС — (20 апреля 1934)
- Шарфюрер СС — (20 мая 1934)
- Обершарфюрер СС — (20 апреля 1935)
- Унтерштурмфюрер СС — (20 апреля 1936)
- Оберштурмфюрер СС — (12 сентября 1937)
- Гауптштурмфюрер СС — (30 июня 1939)
- Штурмбаннфюрер СС — (1 сентября 1942)
- Оберштурмбаннфюрер СС — (20 апреля 1943)
- Штандартенфюрер СС — (30 января 1944)
- Оберфюрер СС — (1 августа 1944)
- Бригадефюрер СС и генерал-майор войск СС — (20 апреля 1945)

## Награды
- Кольцо «Мёртвая голова»
- Железный крест (1939)
  - 2-й степени (25 сентября 1939)
  - 1-й степени (26 июня 1940)
- Медаль «За зимнюю кампанию на Востоке 1941/42» (15 августа 1942)
- Нагрудный штурмовой пехотный знак в серебре (21 июня 1940)
- Знак «за ранение» в чёрном (16 июня 1940)
- Нагрудный знак «За ближний бой» в золоте (12 декабря 1943)
- Немецкий крест в золоте (21 апреля 1942) — гауптштурмфюрер СС, командир 2-го батальона моторизованного полка СС «Фюрер»
- Рыцарский крест Железного креста с Дубовыми листьями и Мечами
  - Рыцарский крест (6 апреля 1943) — штурмбаннфюрер СС, командир 2-го батальона моторизованного полка СС «Фюрер»
  - Дубовые листья (№ 303) (16 сентября 1943) — оберштурмбаннфюрер СС, командир моторизованного полка СС «Фюрер»
  - Мечи (№ 152) (6 мая 1945) — оберфюрер СС, командир 9-й танковой дивизии СС «Хоэнштауфен» (не подтверждено)
- Упоминался в Вермахтберихт (16 июля 1944)